# Ústí (district de Přerov)
Pour les articles homonymes, voir Ústí.
Ústí (en allemand : Munden) est une commune du district de Přerov, dans la région d'Olomouc, en République tchèque. Sa population s'élevait à 559 habitants en 2020.

## Géographie
Ústí se trouve à 4 km au sud-est du centre de Hranice, à 24 km à l'est-nord-est de Přerov, à 38 km à l'est-sud-est d'Olomouc et à 248 km à l'est-sud-est de Prague.
La commune est limitée par Hranice et Černotín au nord, par Skalička et Horní Těšice à l'est, par Malhotice au sud, et par Opatovice au sud-ouest et par Teplice nad Bečvou à l'ouest.

## Histoire
La première mention écrite de la localité date de 1389.

## Transports
Par la route, Ústí se trouve à 5 km de Hranice, à 15 km de Přerov, à 44 km d'Olomouc et à 306 km de Prague.